# Pere Quetglas i Ferrer
Pere Quetglas i Ferrer, Xam (Palma, Mallorca, 1 de setembre de 1915 - 11 de març de 2001) fou un promotor cultural, educador, crític d'art, així com dibuixant, caricaturista, cartellista, gravador i pintor mallorquí. Anà a l'Escola d'Arts Aplicades i Oficis Artístics de Palma i a la d'Arts i Oficis de Múnic (1958-62).

## Biografia
Inicià la seva activitat artística com a caricaturista l'any 1932 mostrant a les seves obres un caràcter ple d'una ironia benèvola. L'any 1934 s'incorporà a l'U.D.E. (Unión de Dibujantes Españoles). Seguí dibuixant cartells publicitaris (guanyant premis nacionals) i de cinema (1935-1948). La Guerra Civil espanyola trenca els seus estudis que iniciava en aquell moment a l'Escola de Llotja de Barcelona. El 1944 començà a interessar-se per la xilografia fent feina com a gravador a l'obrador de la famosa Impremta Guasp fins a la seva dissolució. L'any 1948 Enric Cristòfor Ricart i Nin l'ajuda a perfeccionar el seu estil, i aquest mateix any grava amb ell la Historia de la vida del Buscón de Francisco de Quevedo. La seva darrera xilografia "Manhattan" és de 1997. Se conserven al Museu de Mallorca una col·lecció de 229 matrius xilogràfiques fetes per ell, que ens l'ubiquen com el gravador balear per excel·lència. En gravat calcogràfic no es quedà endarrerit i també mostrà la seva art que inicià l'any 1962 dirigint l'editorial AGA (Asociación Grabadores Actuales). L'any 1974-75 crea Edicions Arion per a qui grava una sèrie de 20 aiguaforts on demostra la seva tècnica i qualitat artística. En àmbit gràfic, excloent les seves matrius xilogràfiques, va fer una seixantena de litografies, calcografies, serigrafies... fins a arribar a fer obra damunt ordinador. Devers 1951 s'inicià en la pintura sota la influència del surrealisme i feu la primera mostra individual al Cercle de Belles Arts de Palma. A finals dels anys cinquanta s'insereix a l'art abstracte pictòric, cosa feta un decenni abans en xilografia, enviant les seves obres cap a galeries de Nord-amèrica i Alemanya per la incomprensió de la cultura mallorquina del moment.
A partir de llavors va exposar, assíduament, a Múnic, Stuttgart, Frankfurt, Nova York, Londres, París, Amsterdam, Barcelona i Madrid. Fou membre fundador i soci amb carnet nº2 del Cercle de Belles Arts (1940) on creà l'anagrama, del Grup Tago (1959) on també creà l'anagrama quan Pau Lluís Fornés (1930-2006) surt del grup; i de la galeria Ariel (1966), de la qual fou director. Amb Julio Sanmartín creà R.O.D.A. (Reedición Obras de Ayer) on il·lustra amb gravats obres que són seleccionades per l'Instituto del Libro com unes de les 50 millors obres editades de l'any. Amb Rafael Jaume Mulet creà i dirigí la revista Dabo. Publicaren disset números del 1951 al 1960. Il·lustrà nombroses revistes i llibres amb xilografies i dibuixos. Va ornamentar la capella de La Immaculada amb una sèrie de vitralls dissenyats per ell. La seva obra passà d'un període d'inspiració cubista, influïda bàsicament per Georges Braque, cap a una segona etapa barroca, protagonitzada per personatges d'inspiració medieval.
Aconseguí el primer Premi de Dibuix del X Saló de Tardor (1951), se li premià en l'Exposició Arte Religioso Actual a Barcelona, amb motiu del Congrés Eucarístic Internacional de Barcelona (1952), va rebre el Premi de Gravat Alfredo Guido (1953), el Premi de la II Biennal Hispanoamericana, la medalla d'honor del XXV Saló de Tardor (1966) i la del Cercle de Belles Arts, i també el Premi Ciutat de Palma, Pintor Antoni Ribas (1971). El 1980 fou nomenat acadèmic de la Reial Acadèmia de Belles Arts de Sant Sebastià de Palma. El 1989 li fou dedicada una exposició antològica a Sa Llotja de Palma, l'any 2002 li dediquen una altra exposició antològica al Casal Solleric. També es dedicà a l'ensenyament als col·legis Montesion, La Immaculada i Madre Alberta, i al seu estudi del carrer de la Torre de l'Amor. Va dedicar-se a la crítica d'art (amb el pseudònim de Pedro Crespo) al programa radiofònic "De lo vivo a lo pintado". El 2002 va rebre el Premi Ramon Llull a títol pòstum.
Pedro Crespo serà el seu alter ego com a crític d'art. Excerceix com a comentarista i crític a Radio Popular de Mallorca, COPE, des de 1972 a 1997.
L'exhibició “Xam 99 anys” (2014) recorda que l'any 2015-2016 se celebra el centenari del seu naixement amb un conjunt d'exposicions que s'encapçala per "Xam i l'exlibrisme" (Castell de Bellver, 2015)
El Rotary Club Ramon Llull de Palma, l'any 2002 institueix el Premi Xam d'Arts Plàstiques en homenatge a la seva memòria. L'han rebut els artistes: Ramon Canet (2002), Rafa Forteza (2003), Horacio Sapere (2004), Luis Maraver (2005), Jim Bird (2006) Joan Bennàssar (2007), Amador Magraner (2008), Joan Ramon Bonet (2009), María Carbonero (2010), Erwin Bechtold (2011), Josep Maria Sirvent (2012), Ben Jakober i Yannick Vu (2013), Betty Gold Yannick Vu (2014), Toni Catany (2015) Fabrizio Plessi (2016), Joan Costa (2017), José Manuel Broto (2018), Susy Gómez (2019), Pep Llambies (2021) .